# Jacques Basnage
Jacques Chrétien Basnage, född 8 augusti 1653 och död 22 december 1723, var en fransk protestantisk teolog och historiker.
Basnage blev 1676 predikant i sin fädernestad Rouen, vilken han lämnade 1685 efter upphävandet av ediktet i Nantes. Från 1701 var han reformert predikant i Haag. 
Basnage ägnade sig tidigt åt religionshistoriska studier, och publicerade 1690 Histoire de la religion de églises réformées, senare utökad till Historie de l'églises depuis Jésus Christ jusqu'á présent(1699). 
1704 utgav han  Histoire du vieux et du nouveau testament, och 1706 påböjrande han sitt huvudarbete, L'histoire de la religion de juifs (1706-11). 
Boken, som är en fortsättning på Flavius Josefus historia, var den första sammanhängande skildringen av den efterbibliska judiska historien sedan andra templets förstöring. Den blev snart spridd, plagierad och översatt. 1713 gav han Antiquités judaïques. 
Hans judiska religionshistoria utgav i en ny bearbetning i 15 band 1716-26. Boken, vars betydelse framhålls av Voltaire är det första ärliga försöket från icke-judiskt håll att objektivt bedöma den judiska religionen och erkänna den efterbibliska judendomens existensberättigandes som samfund.